# Пшибиславиці (Тарнівський повіт)
Пшибиславиці (пол. Przybysławice) — село в Польщі, у гміні Радлув Тарнівського повіту Малопольського воєводства.
Населення — 531 особа (2011).
У 1975-1998 роках село належало до Тарнівського воєводства.

## Демографія
Демографічна структура станом на 31 березня 2011 року:
|          | Загалом | Допрацездатний вік | Працездатний вік | Постпрацездатний вік |
| -------- | ------- | ------------------ | ---------------- | -------------------- |
| Чоловіки | 272     | 59                 | 187              | 26                   |
| Жінки    | 259     | 53                 | 154              | 52                   |
| Разом    | 531     | 112                | 341              | 78                   |